# Ucho (Turnia Zwornikowa)

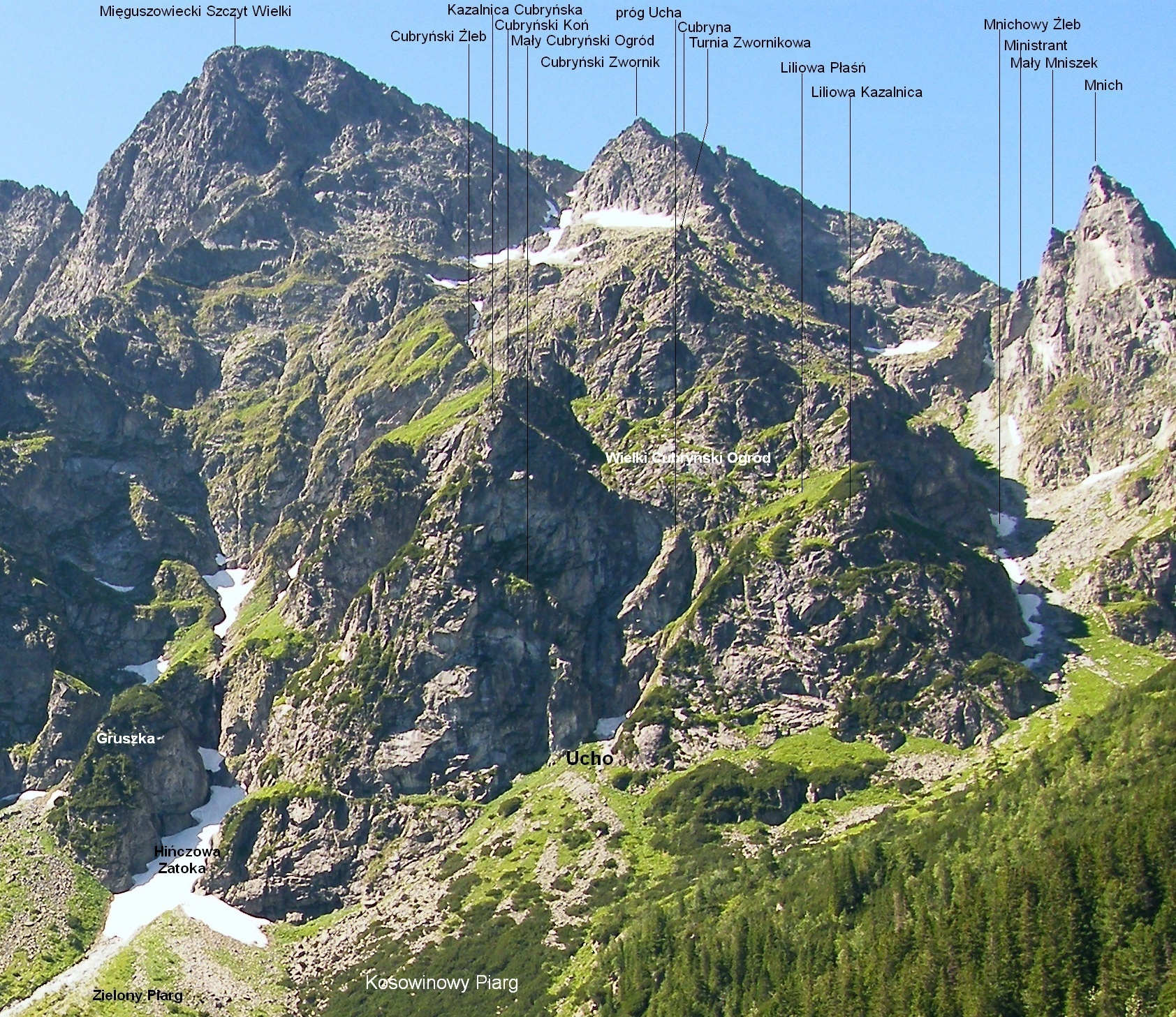
Topografia Turni Zwornikowej

Ucho (niem. Ohrbucht, słow. Zátoka ucho, węg. Fül-öblözet) – skalna zatoka wcinająca się w skały masywu Cubryny nad Morskim Okiem, a dokładniej między północny i wschodni filar Turni Zwornikowej. Znajduje się na górnym przedłużeniu wielkiego Kosowinowego Piargu. Po prawej stronie Ucha (patrząc od dołu) wznosi się ściana opadająca z Liliowej Płaśni. Ogranicza ją bardzo stromy zachód zwany Liliową Drabiną. Wyprowadza on na Liliową Płaśń. Po lewej stronie wznosi się ściana Cubryńskiej Kazalnicy z Małym Cubryńskim Ogrodem, na wprost środkowa część ściany Turni Zwornikowej.
Z Ucha wychodzi 6 dróg wspinaczkowych.